# Собор Сергия Радонежского (Йоханнесбург)
Собо́р Преподо́бного Се́ргия Ра́донежского — кафедральный собор Южно-Африканской епархии Патриаршего экзархата Африки Русской православной церкви, расположенный в Мидранде городского округа Йоханнесбург, ЮАР.

## История
В декабре 1997 года на имя Патриарха Московского и всея Руси Алексия II от имени наиболее активных членов зарождающейся общины и при поддержке посла Российской Федерации В. Б. Лукова, было направлено прошение об открытии прихода и направлении священника для пастырского окормления. 24 ноября 1998 года Патриарх Московский и всея Руси Алексий II принял вице-президента ЮАР Табо Мбеки, находившегося в Москве с официальным визитом, и обсудил с ним возможность открытия русского православного прихода в Южной Африке. Табо Мбеки подтвердил, что власти ЮАР не только не возражают против организации такого прихода, но всячески будут способствовать созданию духовного центра для людей из России.
29 декабря 1998 года Священный синод Русской православной церкви постановил образовать приход в честь преподобного Сергия Радонежского. Настоятелем был назначен протоиерей Сергий Рассказовский, который прибыл в Йоханнесбург в 1999 году. Первоначально приход располагался в небольшом доме по адресу 106 Eastbourne Road, Carlswald, Midrand, где была устроена домовая церковь, в которой регулярно проходили службы. При поддержке Посольства РФ в ЮАР шли активные поиски спонсора для начала строительных работ. 19 июля 2000 года решением Священного синода Русской православной церкви настоятелем прихода был назначен иеромонах Филарет (Булеков). В сентябре 2000 года был приобретён земельный участок под строительство храма, расположенный в Мидранде между двумя крупнейшими городами страны — Йоханнесбургом и Преторией. Для покупки земли община оформила кредит и разделила его между всеми прихожанами. Проект будущего храма выполнил архитектор из Санкт-Петербурга Юрий Кирс.
15 декабря 2001 года в присутствии министра иностранных дел Российской Федерации Игоря Иванова состоялась закладка первого камня в основание будущего храма. Благодаря помощи российской компании «Стройтрансгаз», поддержке посольства Российской Федерации в ЮАР и участию послов Вадима Лукова и Андрея Кушакова, пожертвованиям прихожан, стараниям настоятеля иеромонаха Филарета, основные работы по строительству храмового комплекса, включающему в себя храм, приходской центр и дом священника, были завершены к марту 2003 года.
2 марта 2003 года митрополит Смоленский и Калининградский Кирилл (Гундяев), находившийся в ЮАР с 26 февраля по 3 марта 2003 года, в сослужении митрополита Йоханнесбургского и Преторийского Серафима (Киккотиса) совершил чин великого освящения храма, а также возвёл иеромонаха Филарета (Булекова) в сан игумена. Приход формально находился в составе Йоханнесбургской митрополии Александрийского патриархата.
В апреле 2004 года на храм были установлены золочёные купола. В начале Великого поста 2005 года при храме открылась воскресная школа. 20 апреля 2005 года указом патриарха Московского и всея Руси Алексия II настоятелем прихода был назначен протоиерей Иоанн Лапидус.
Стены храма в течение семи месяцев расписаны иконописцами-аспирантами Санкт-Петербургской академии художеств. За стилистическую основу росписи были взяты лучшие образцы древнерусской живописи XII века, в частности, роспись Георгиевского храма в Старой Ладоге и фрески Спасо-Преображенского собора Мирожского монастыря во Пскове. В январе 2008 года была завершена роспись храма.
29 ноября 2008 года делегация Русской православной церкви, которую возглавляет председатель Отдела внешних церковных связей митрополит Смоленский и Калининградский Кирилл (Гундяев), прибыла в Йоханнесбург для участия в праздновании 10-летия основания прихода Русской Православной Церкви в ЮАР и 5-летия освящения храма.
10 октября 2009 года определением Священного синода Русской православной церкви настоятелем храма назначен протоиерей Даниил Луговой.
14 апреля 2013 года на территории храма состоялась закладка камня в основание новой часовни во имя равноапостольного князя Владимира. Часовня была возведена по благословению патриарха Московского и всея Руси Кирилла в память о российских добровольцах, погибших в Южной Африке во время англо-бурской войны 1899—1902 годов. Проект часовни подготовил архитектор Юрий Кирс. В закладке приняли участие посол Российской Федерации Михаил Петраков и представитель компании «Норильский никель». 6 октября 2013 года, во время торжеств, посвящённых 10-летию освящения храма, часовня была освящена архиепископом Егорьевским Марком (Головковым).
В ответ на признание 8 ноября 2019 года патриархом Александрийским Феодором II Православной церкви Украины (ПЦУ) и её автокефалии Священный синод Русской православной церкви 26 декабря 2019 года постановил, среди прочего, вывести «приходы Русской Православной Церкви, находящиеся на Африканском континенте», из юрисдикции Александрийского патриархата и наделить их ставропигиальным статусом. 29 декабря 2021 года решением Священного синода был образован Патриарший экзархат Африки. Этим же решением приход Преподобного Сергия Радонежского Московского патриархата в Йоханнесбурге был включён в состав Южной-Африканской епархии экзархата.
9 мая 2024 года, в четверг Светлой седмицы, в храме служил митрополит Зарайский Константин (Островский), Патриарший экзарх Африки. По окончании литургии владыка экзарх вручил протоиерею Даниилу Луговому, многолетнему настоятелю Сергиевского храма, указ о его назначении благочинным Южно-Африканской епархии.
21 июля 2024 года настоятель прихода апостола Фомы в городе Блумфонтейне иерей Иоанн Россоу совершил первое в истории прихода богослужение на языке африкаанс.
6 октября 2024 года, по случаю престольного праздника Сергиевский храм снова посетил Патриарший экзарх. После праздничной литургии и крестного хода владыка экзарх огласил указ Патриарха Кирилла о присвоении храму статуса кафедрального собора Южно-Африканской епархии Патриаршего экзархата Африки.

## Настоятели
- 1998—2000 — протоиерей Сергий Рассказовский
- 2000—2004 — игумен Филарет (Булеков)
- 2004—2009 — протоиерей Иоанн Лапидус
- с 2009 — протоиерей Даниил Луговой